# Coenobium Vocale
Il Coenobium Vocale è un gruppo vocale maschile con sede a Piovene Rocchette (Vicenza), fondato nel 1989 dall'attuale direttore Maria Dal Bianco.

## Storia
Coenobium Vocale è un gruppo vocale maschile impegnato in attività concertistica e di ricerca nell'ambito della letteratura musicale antica, romantica e contemporanea. Si è affermato in numerosi concorsi nazionali e internazionali: 1º premio al Concorso Polifonico Nazionale di Quartiano (1993 e 2013); Gran Premio E. Casagrande al Concorso Nazionale di Vittorio Veneto (1993 e 2001); 2º premio nella categoria canto gregoriano al Concorso Internazionale Guido d'Arezzo (1995); 1º premio nella categoria voci pari al Concorso Nazionale Guido d'Arezzo (1995). 
Collabora con enti e associazioni culturali quali la Fondazione Levi di Venezia, il Teatro La Fenice di Venezia, l'Università di Padova, l'Accademia Olimpica di Vicenza, l'Associazione Amici della Musica di Vicenza, la Società del Quartetto. Ha partecipato a rassegne, festival e stagioni concertistiche quali il Festival di Musica Antica di Trento, il Festival Galuppi, Festival In canto gregoriano di Firenze, l'Asiagofestival, anche con progetti tematici e opere monografiche come, ad esempio, il dramma liturgico Officium Stellae, la Passione di Christo secondo Giovanni di F. Corteccia (1527), le Lamentationes Hieremiae prophetae di M. A. Ingegneri. Ha realizzato progetti tematici su Giovanni Matteo Asola, Giovanni Croce, Saverio Mercadante, Padre Davide da Bergamo, Giuseppe Sarto (Pio X) e opere di autori contemporanei quali Claudio Ambrosini, Giovanni Bonato, Paolo Ugoletti, Domenico Clapasson, Manuela Kerer, Zsolt Gárdonyi, anche in prima esecuzione assoluta. Ha collaborato con importanti nomi della cultura e del teatro italiano come Arnoldo Foà, Pamela Villoresi, Melania Mazzucco, Sandro Cappelletto, Gianfranco De Bosio, Giulio Cattin, Bepi De Marzi, Luciano Bertoli.  
Una parte significativa dell'attività artistica è raccolta in alcuni lavori discografici: Musica Dei donum (1996), Lux fulgebit (2002), Pio X – la sua musica (2003), per Tactus Saverio Mercadante, Musica Sacra e Stile operistico (2004), Cantate (2007), Spatium (2012), Confini (2015).  
Nel 2014 è stato indicato dal quotidiano la Repubblica tra i gruppi più popolari nel panorama dei cori amatoriali italiani.
Il gruppo – che ha tenuto numerosi concerti in Italia, Francia, Germania, Repubblica Ceca, Slovenia, Spagna e Svizzera – si presenta anche in formazione mista e cameristica, per repertori monodici e rinascimentali.

## Repertorio
Il repertorio del coro spazia dal gregoriano alla musica contemporanea (A. Pärt, G. Bonato, G. Orban, O. Dipiazza, V. Nees), passando per la Musica antica di Perotino e dei successivi autori fiamminghi del quattrocento (G. Dufay, J. Des Prez), toccando poi la musica rinascimentale (T. Tallis, Palestrina, A. Willaert, J. Gallus, Ingegneri, ecc.), la musica dell'Ottocento (S. Mercadante, F. Mendelssohn, Padre Davide da Bergamo, E. Grieg, ecc.) e quella del Novecento (L. Perosi, D. Milhaud, F. Poulenc, G. F. Malipiero, Samuel Barber ecc.).

## Discografia
- 1996 - Musica Dei Donum
- 2001 - I luoghi di Baldassarre
- 2002 - Lux fulgebit
- 2003 - Pio X - La sua Musica
- 2003 - S. Mercadante, Musica Sacra e Stile operistico
- 2007 - Cantate con musiche di D.Clapasson e P.Ugoletti
- 2009 - Oltremare
- 2012 - SPATIUM
- 2015 - Confini